# ولسوالی بالابلوک
بالابلوک یکی از ولسوالی‌های ولایت فـَراه در باختر افغانستان است. جمعیت این ناحیه نزدیک به ۸۰٬۷۷۸ نفر در سال ۱۳۹۹ اعلام شده‌است.
ولسوالی بالابلوک فراه در ۵۰ کیلومتری شمال شرق فراه موقعیت دارد و از ۹۸ قریه تشکیل گردیده‌است. شاهراه‌های فراه-هرات و فراه–کابل از همین ولسوالی عبور می‌کند. این ولسوالی در شمال با ولسوالی شیندند هرات هم‌مرز است و بند بزرگ آب بخش‌آباد که بالای دریای فراه ساخته شده، نیز در این ولسوالی موقعیت دارد. نفوس این ولسوالی براساس سرشماری‌های اخیر احصاییهٔ مرکزی ۸۰ هزار تن تخمین شده‌است.

## مردم
۹۵ درصد باشندگان این ولسوالی پشتون‌ها می‌باشند و به زبان پشتو سخن می‌گویند. اقلیتی از فارسیوانان همچون تاجیک‌ها هم در این منطقه زندگی می‌کنند.